# Sismo de İzmit de 1999
O sismo de İzmit de 1999, também chamado sismo de Cocaeli ou sismo de Gölcük, foi um sismo de magnitude 7,6 ou 7,5 que atingiu o noroeste da Turquia a 17 de agosto de 1999 às 03h02 locais. O evento durou 37 segundos, provocou a morte de cerca de 17 000 pessoas (dados oficiais) e deixou cerca de meio milhão de pessoas sem casa. Fontes não oficiais referem um número de vítimas muito superior — 35 ou 45 mil mortos e um número semelhante de feridos. A cidade de İzmit ficou severamente danificada, mas também houve estragos significativos em Istambul, onde se registaram cerca de mil mortos.

## Estragos
A estimativa oficial publicada em 19 de outubro de 1999 menciona 17 127 mortos e 43 959 feridos. Os relatórios de setembro de 1999 mostravam que 120 000 casas de construção deficiente tinham sido destruídas a ponto de não serem recuperáveis, 54 000 tinha ficado severamente danificadas, 2 000 colapsaram. [carece de fontes?] Cerca de 600 000 pessoas ficaram sem casa em consequência do terramoto.
Segundo estimativas de 2000 do Observatório de Sismos de Kandilli da Universidade do Bósforo, os danos materiais causados pelo terramoto ascenderam a 16 mil milhões * de dólares US$, muito acima das estimativas oficiais divulgadas um mês depois da tragédia, que apontavam para valores entre 3 e 6,5 mil milhões de dólares.
O terramoto afetou gravemente a área urbana e industrializada com grande densidade populacional de İzmit, provocando estragos em refinarias e fábricas de automóveis, além do quartel-general e arsenal da Marinha da Turquia em Gölcük, o que fez aumentar a gravidade das perdas em vidas e propriedades. Numa refinaria da TÜPRAS (Türkiye Petrol Rafinerileri), o terramoto provocou um incêndio de grandes proporções devido ao colapso de uma torre. A refinaria tinha 700 000 toneladas de petróleo armazenada e forma precisos vários dias para controlar o incêndio. O terramoto também provocou danos consideráveis em Istambul, distante cerca de 70 km do epicentro.
O soldados turcos foram autorizados a ter 45 dias de licença para ajudarem no resgate dos seus familiares. Os corpos forma rapidamente enterrados em valas comuns para evitar o risco de doenças.

## Geologia
O terramoto de İzmit teve um comprimento de rutura de 150 km, estendendo-se desde a cidade de Düzce até ao Mar de Mármara, ao longo do Golfo de İzmit. Os deslocamentos ao longo da rutura chegaram aos 5,7 metros. O sismo provocou um tsunami no mar de Mármara com três metros de altura.
O sismo ocorreu no troço ocidental da Falha Setentrional da Anatólia (NAFZ). A placa da Anatólia, onde se encontra quase todo o território da Turquia, está a ser empurrada para oeste à velocidade de 2 a 2,5 cm por ano, sendo comprimida entre a placa eurasiática a norte e as placas africana e arábica a sul. Os maiores sismos na Turquia são originados na NAFZ ou na Falha Oriental da Anatólia.
A destruição em Istambul deu-se principalmente no distrito de Avcılar, situado na linha de falha que se estende ao longo do Mar de Mármara. Avcılar assenta sobre solos de composição marinha, o que torna a área especialmente vulnerável a sismos.
Passados poucos meses (em 12 de novembro de 1999) ocorreu novo sismo na NAFZ, com epicentro em Düzce, a cerca de 100 km de distância do epicentro deste sismo, com magnitude similar (7,2), que provocou 894 mortos.

## Ajuda internacional
A ajuda internacional foi massiva, tendo as primeiras equipas de resgate chegado ao terreno passadas 24 horas do acidente. Vários países enviaram ajuda, que incluiu, entre outros, equipas de busca, tendas, helicópteros e fornecimentos médicos.
| Local                 | Origem das equipas de busca e resgate                                              |
| --------------------- | ---------------------------------------------------------------------------------- |
| Gölcük                | Israel, França, Coreia do Sul                                                      |
| Yalova                | Alemanha, Hungria, Israel, Reino Unido, França, Áustria, Roménia, Coreia do Sul    |
| Avcilar (Istambul)    | Alemanha, Grécia                                                                   |
| İzmit                 | Rússia, França, Alemanha, Áustria, Suíça , Estados Unidos, Islândia, Coreia do Sul |
| Sakarya               | Bulgária, Alemanha, Espanha, Egito                                                 |
| Düzce                 | Reino Unido                                                                        |
| Bayrampaşa (Istambul) | Itália                                                                             |
| Kartal (Istambul)     | Azerbaijão                                                                         |